# Бальжанова, Туяна Дондокдоржиевна
Туя́на Дондокдоржи́евна Бальжа́нова ― российская бурятская театральная актриса, Народная артистка Республики Бурятия (2005), артистка Бурятского государственного академического театра драмы имени Х. Намсараева с 1985 года.

## Биография
Родилась 11 июля 1967 года в улусе Ульдурга, Еравнинский район, Бурятская АССР, РСФСР.
Окончила Восточно-Сибирский государственный институт культуры, получив диплом по специальности «артист драматического театра и кино». После этого начала служить в Бурятского академического театра драмы имени Хоца Намсараева.
В самом начале творческого пути в театре сыграла первую заметную роль Дилеммы в спектакле «Колыбельная» (Туфан Миннулин), где она создала образ молодой обеспеченной женщины, отказывающейся в родильном доме от ребенка. В постановке «Воздушный поцелуй» по пьесе Геннадия Башкуева она сыграла Таню, это роль деревенской девушки, серьезной, аккуратистки, чистюли, очень подошла органике самой актрисы.
В творчестве Бальжановой этапной стала роль Бортэ в «Чингисхане» по пьесе Б. Гаврилова. В этой постановке молодая актриса сыграла с мастерами бурятской сцены Михаилом Елбоновым, Содномом Хажитовым, Д. Пурбуевым, Людмилой Дугаровой. Актриса играет роль жены Чингисхана на протяжении всего спектакля — с самой молодости героини до ее преклонных лет.
Бурятским зрителям запомнилась её Цэвэлмаа в спектакле «Хойто наhандаа уулзахабди» монгольского драматурга С. Эрдэнэ. В этой пьесе повествуется трагическая история небольшой бурятской диаспоры, оказавшейся на чужбине в трудный для всех период. Этот спектакль играется в театре с осени 2001 года.
В дальнейшем сыграла в спектаклях «СССР» (роль Янжимы — «Любови»), «Черт в сундуке» Цырена Шагжина (Цырегма). Спектакль «Птицы нашей молодости» по пьесе Иона Друце, где у неё была роль деревенской женщины Хорло, показал возросшее мастерство актрисы. Помимо крупных ролей, Бальжанова создала и небольшие эпизодические, проходные второго плана роли, сыграть которые не в меньшей степени сложно, чем главные.
За большой вклад в развитие бурятского театрального искусства Туяна Дондокдоржиевна Бальжанова в 2005 году была удостоена почётного звания «Народная артистка Республики Бурятия». В 2018 году награждена Почётной грамотой Народного Хурала Бурятии.